# Halowe Mistrzostwa Polski Seniorów w Lekkoatletyce 2003
44. Halowe mistrzostwa Polski seniorów w lekkoatletyce – zawody sportowe, które rozegrano 1 i 2 marca 2003 w Spale, w hali Ośrodka Przygotowań Olimpijskich.
Podczas mistrzostw Liliana Zagacka ustanowiła halowy rekord Polski w trójskoku wynikiem 14,01 m.

## Rezultaty

### Mężczyźni
| Konkurencja:              | 1. miejsce                                      | Rezultat    | 2. miejsce                         | Rezultat    | 3. miejsce                              | Rezultat    |
| Bieg na 60 m              | Marcin Nowak AS AWF Kraków                      | 6,68 SB     | Ryszard Pilarczyk Olimpia Poznań   | 6,77        | Marcin Krzywański Skra Warszawa         | 6,79 =SB    |
| Bieg na 200 m             | Marcin Urbaś AZS AWF Kraków                     | 21,07 SB    | Marek Plawgo Warszawianka          | 21,30 PB    | Ryszard Pilarczyk Olimpia Poznań        | 21,62       |
| Bieg na 400 m             | Rafał Wieruszewski Orkan Wielkopolska           | 46,87 PB    | Artur Gąsiewski Skra Warszawa      | 47,37 SB    | Grzegorz Zajączkowski AZS AWF Kraków    | 47,61       |
| Bieg na 800 m             | Grzegorz Krzosek RTT Dami-ZTE Radom             | 1:50,34 SB  | Łukasz Jóźwiak AZS AWF Wrocław     | 1:50,93 SB  | Mariusz Walczak Wejher Wejherowo        | 1:51,15 SB  |
| Bieg na 1500 m            | Mirosław Formela Sporting Międzyzdroje          | 3:42,68     | Zbigniew Graczyk AZS AWF Gorzów    | 3:42,86     | Leszek Zblewski Remus Kościerzyna       | 3:51,63     |
| Bieg na 3000 m            | Radosław Popławski MKSiT Astra Nowa Sól         | 8:10,34 SB  | Michał Kaczmarek LLKS Gubin        | 8:12,68 SB  | Jakub Wiśniewski Warszawianka           | 8:17,45 PB  |
| Bieg na 60 m przez płotki | Paweł Didkowski AZS AWF Wrocław                 | 7,90 SB     | Krzysztof Mehlich AZS AWF Katowice | 8,04        | Bartłomiej Szymański Orkan Wielkopolska | 8,10 PB     |
| Chód na 5000 m            | Roman Magdziarczyk AZS AWF Gdańsk               | 19:40,39 SB | Benjamin Kuciński AZS AWF Katowice | 19:53,45 SB | Kamil Kalka Gwda Piła                   | 19:59,42 SB |
| Skok wzwyż                | Aleksander Waleriańczyk Elite Cafe Wawel Kraków | 2,22        | Robert Wolski MKLA Łęczyca         | 2,15 SB     | Emilian Kaszczyk AZS Łódź               | 2,15 SB     |
| Skok o tyczce             | Przemysław Czerwiński Gwardia Piła              | 5,10 SB     | Daniel Nowocin Gwardia Warszawa    | 5,00 SB     | Paweł Grubecki AZS AWF Gdańsk           | 5,00 PB     |
| Skok w dal                | Grzegorz Marciniszyn Warszawianka               | 7,83 SB     | Tomasz Mateusiak Skra Warszawa     | 7,74        | Paweł Zdrajkowski Błękitni Osowa Sień   | 7,59 SB     |
| Trójskok                  | Jacek Kazimierowski MKLA Łęczyca                | 15,77 SB    | Paweł Kruhlik AZS AWF Wrocław      | 15,68 SB    | Robert Michniewski BKS Bydgoszcz        | 15,60 SB    |
| Pchnięcie kulą            | Tomasz Chrzanowski Śląsk Wrocław                | 19,39 SB    | Tomasz Majewski Skra Warszawa      | 19,15 SB    | Leszek Śliwa Zawisza Bydgoszcz          | 18,65 SB    |
| Siedmiobój                | Michał Modelski Lechia Gdańsk                   | 5631 SB     | Grzegorz Kinal Śląsk Wrocław       | 5079 SB     | Łukasz Zambrzycki Zawisza Bydgoszcz     | 5010 SB     |

### Kobiety
| Konkurencja:              | 1. miejsce                               | Rezultat    | 2. miejsce                                   | Rezultat    | 3. miejsce                              | Rezultat    |
| Bieg na 60 m              | Daria Onyśko AZS AWF Poznań              | 7,45        | Iwona Dorobisz AZS AWF Wrocław               | 7,49 SB     | Dorota Dydo Olimpia Poznań              | 7,50 SB     |
| Bieg na 200 m             | Anna Pacholak Warszawianka               | 23,72 SB    | Zuzanna Radecka AZS AWF Katowice             | 24,03       | Karolina Tłustochowska AZS AWF Wrocław  | 24,24       |
| Bieg na 400 m             | Luiza Łańcuchowska Skra Warszawa         | 55,52 PB    | Edyta Butor AZS AWF Wrocław                  | 56,41       | Dominika Stokowska Błękitni Osowa Sień  | 56,97       |
| Bieg na 800 m             | Wioletta Janowska STS Skarżysko-Kamienna | 2:08,25 SB  | Małgorzata Pskit Warszawianka                | 2:08,58 SB  | Renata Antropik Warszawianka            | 2:09,93 PB  |
| Bieg na 1500 m            | Anna Jakubczak Skra Warszawa             | 4:15,44 SB  | Małgorzata Jamróz Warszawianka               | 4:26,71     | Katarzyna Czubska LKS Mielec            | 4:28,31     |
| Bieg na 3000 m            | Lidia Chojecka-Oknińska Pogoń Siedlce    | 8:48,95 SB  | Małgorzata Jamróz Warszawianka               | 9:19,51 PB  | Justyna Lesman Olimpia Poznań           | 9:22,75 PB  |
| Bieg na 60 m przez płotki | Justyna Oleksy AZS AWF Wrocław           | 8,30        | Agnieszka Frankowska Elite Cafe Wawel Kraków | 8,40 SB     | Justyna Szulc ŁKS Łódź                  | 8,46 PB     |
| Chód na 3000 m            | Sylwia Korzeniowska AZS AWF Katowice     | 12:52,58 SB | Anna Szumny Elite Cafe Wawel Kraków          | 13:07,28 PB | Agnieszka Olesz AZS AWF Katowice        | 13:14,57 PB |
| Skok wzwyż                | Anna Ksok Śląsk Wrocław                  | 1,94 SB =PB | Agnieszka Falasa AZS AWF Katowice            | 1,79 PB     | Agnieszka Giedrojć-Gurin AZS AWF Gdańsk | 1,79 SB     |
| Skok o tyczce             | Monika Pyrek KL Gdynia                   | 4,50        | Anna Rogowska SKLA Sopot                     | 4,40        | Anna Wielgus AS AWF Gdańsk              | 4,30 PB     |
| Skok w dal                | Liliana Zagacka Skra Warszawa            | 6,61 PB     | Katarzyna Klisowska AZS AWF Wrocław          | 6,39        | Małgorzata Trybańska Warszawianka       | 6,34 SB     |
| Trójskok                  | Liliana Zagacka Skra Warszawa            | 14,01 NR    | Aneta Sadach Błękitni Osowa Sień             | 13,61 SB    | Małgorzata Trybańska Warszawianka       | 13,09 SB    |
| Pchnięcie kulą            | Krystyna Zabawska Podlasie Białystok     | 18,33 SB    | Wioletta Potępa Skra Warszawa                | 15,58 SB    | Magdalena Dzierzęcka MMKS Iława         | 15,12 PB    |
| Pięciobój                 | Magdalena Szczepańska AZS AWF Gdańsk     | 4350 SB     | Joanna Grzesiak AZS Gdańsk                   | 4256 SB     | Agnieszka Falasa AZS AWF Katowice       | 4029 SB     |